# (6673) Degas
(6673) Degas (2246 T-1) – planetoida z grupy pasa głównego asteroid okrążająca Słońce w ciągu 3 lat i 288 dni w średniej odległości 2,43 j.a. Została odkryta 25 marca 1971 roku.